# Dornier Rs IV
Die Dornier RS IV war ein viermotoriges Eindecker-Flugboot der am Bodensee ansässigen Dornier-Werke aus der Zeit des Ersten Weltkrieges. Der Erstflug erfolgte am 12. Oktober 1918.

## Geschichte
Dieses Flugboot war das letzte der Dornier-„Riesenflugboot“-(Rs)-Reihe. Es war seinem Vorgänger, der Dornier Rs III, sehr ähnlich, wies aber eine wesentliche Neuerung auf: Es hatte an jeder Rumpfseite einen „Dornier-Flossenstummel“, der für eine hohe Seitenstabilität beim Schwimmen und Rollen auf See sorgte, eine wesentliche Erleichterung bei Start und Wasserung bot und eine Verringerung der Bootsbreite von 4,7 auf 3,5 m erlaubte. Die Motoren befanden sich wieder in Tandem-Anordnung in zwei Gondeln zwischen Bootskörper und oberem Rumpf. Anders als bei der RS III war das Steuerwerk nicht mehr als Kastenleitwerk ausgelegt. Nach dem Erstflug und der Erprobung auf dem Bodensee sollte die Rs IV in ein Verkehrsflugboot für 20 Passagiere umgebaut werden. Diese Pläne konnten aber nicht verwirklicht werden.

## Aufbau
Der Bootsrumpf war 14,2 m lang, hohl, in Ganzmetall-Schalenbauweise gefertigt und mit den beschriebenen Flossenstummeln versehen. Die Flugzeugführer hatte ihren Platz im Bootsrumpf, Teile der weitere Besatzung befanden sich im oberen Rumpf.
Die Tragflächen mit Streben und Verspannung bildeten einen Schirmhochdecker. Sie hatten drei Stahlholme, Rippen aus Duraluminium und eine Stoffbespannung.
Das Leitwerk war in Normalbauweise mit einem Höhensteuer und einem Seitensteuer ausgeführt, das sowohl über als auch unter den Rumpf ragte.

## Technische Daten
| Kenngröße             | Daten                                                                                     |
| --------------------- | ----------------------------------------------------------------------------------------- |
| Besatzung             | 4–5                                                                                       |
| Länge                 | 22,78 m                                                                                   |
| Flügelspannweite      | 37,00 m                                                                                   |
| Höhe                  | 8,37 m                                                                                    |
| Flügelfläche          | 226,0 m²                                                                                  |
| Flügelstreckung       | 6,1                                                                                       |
| Leermasse             | 7.137 kg                                                                                  |
| Rüstmasse             | 7.235 kg                                                                                  |
| Zuladung              | 3.365 kg                                                                                  |
| Startmasse            | 10.600 kg                                                                                 |
| Antrieb               | 4 × Maybach Mb IVa mit je 270 PS (199 kW), Zweiblatt-Luftschrauben mit 3,10 m Durchmesser |
| Kraftstoffvorrat      | 3.200 l                                                                                   |
| Höchstgeschwindigkeit | 138 km/h in Bodennähe                                                                     |
| Landegeschwindigkeit  | 90 km/h                                                                                   |
| Steigzeit             | 22,2 min auf 1.000 m Höhe 53,7 min auf 2.000 m Höhe                                       |
| Dienstgipfelhöhe      | 2.000 m                                                                                   |
| Reichweite            | 1.380 km                                                                                  |